# 松山中央商店街
松山中央商店街（まつやまちゅうおうしょうてんがい）は、愛媛県松山市の商店街組織である。大街道、銀天街及びまつちかTOWNの3つの商店街で構成される。松山市中心部に位置し、松山市駅と大街道停留場をL字型に結ぶ。2006年5月に「がんばる商店街77選」に選ばれた。

## 概要

### 大街道

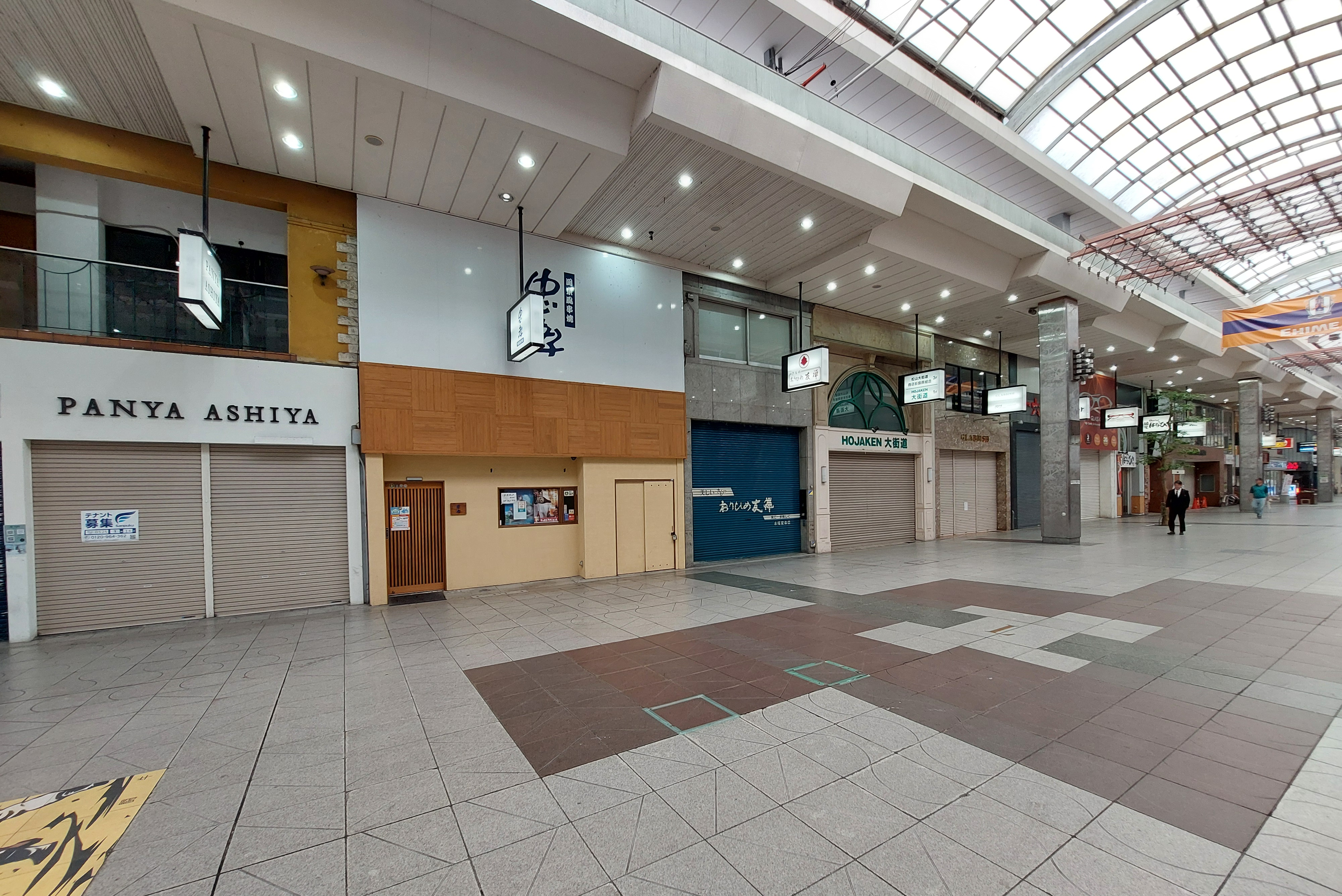
シャッター通り化が進む大街道商店街（2024年5月）

3丁目まである大街道のうち、1・2丁目がアーケード商店街となっている（3丁目は通称“ロープウェー街”。元は小唐人町（ことうじんまち）と呼ばれていた。1丁目は、魚の棚と呼ばれるほど魚屋が多く並んでいた。2丁目は、1912年に松山初の映画館が誕生して以来、映画館の集積地となっていた。戦後、伊予鉄道城南線が複線化されると、松山の中心商業地となった。アーケードが設置される以前は、色の付いたアスファルトの舗装が施され、週末のみ歩行者天国となっていた。業種構成は、ファッション店舗、身回品店舗が多いが、遊技場（パチンコ店）、ゲームセンター等も多い。銀天街に比べるとやや間口の広い店舗が多い。かつては商店街とその脇道に映画館も数館存在したが、現在では一館のみ（シネマサンシャイン大街道）となっている。また、ダイエー系のスーパーマーケットも商店街の中にあったが、現在は他の業態に転換している。なお、商店街の東の一帯は「北京町」（きたきょうまち）と呼ばれる飲食街である。天井の11箇所にまちのストリートビジョン（65インチ）が吊されており、広い幅員を活用しベンチや机も置かれている。商店街組合は南北で2つある。

### 松山銀天街

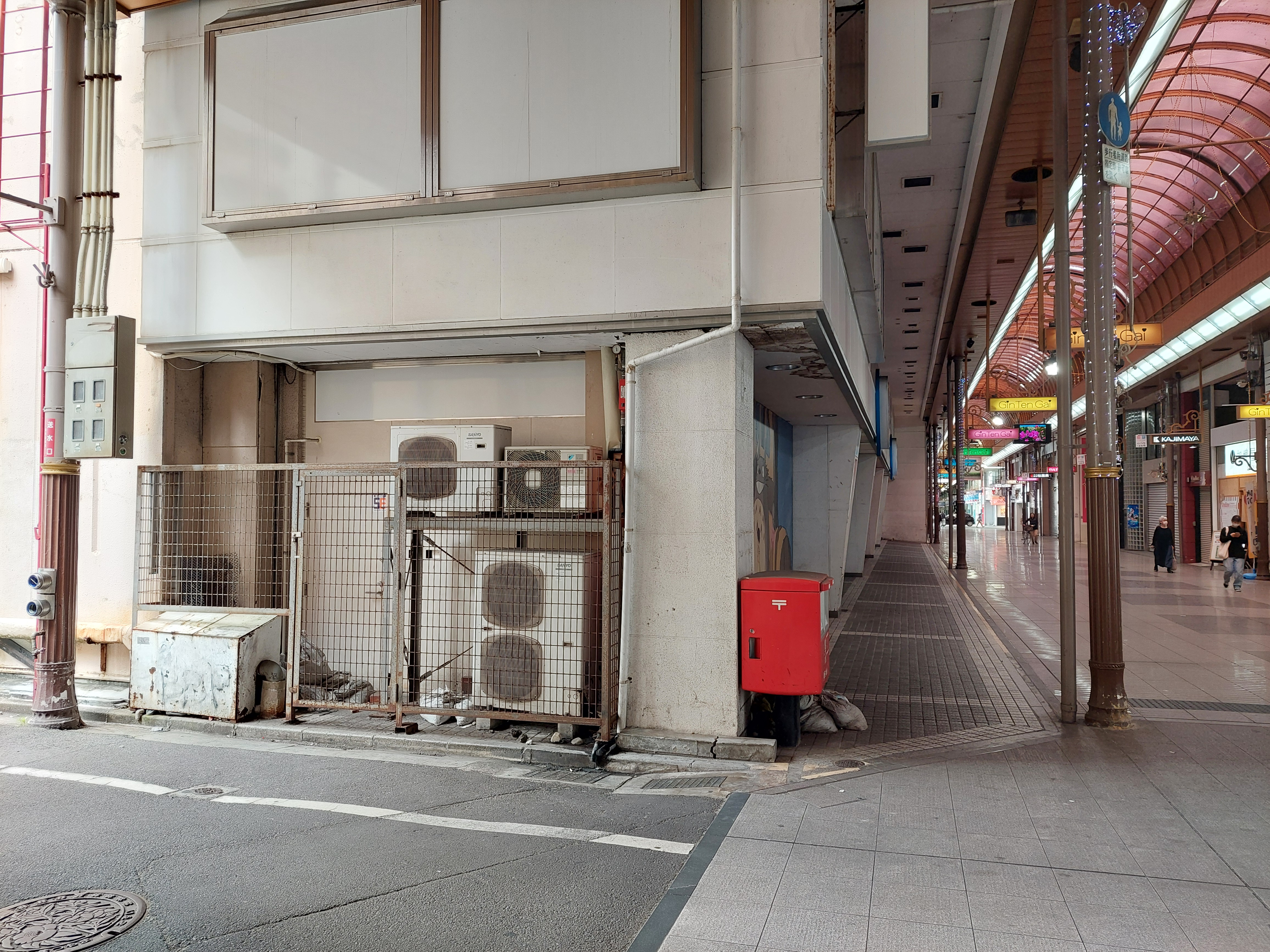
再開発が進まない銀天街L字地区（2024年5月）

8丁目まである湊町のうち、3・4丁目がアーケード商店街となっている。1888年に外側駅（現松山市駅）が設置されてから発展した。第二次世界大戦開戦以前はカフェが14軒近く存在したが、開戦するとカフェは食堂に変わった。特に湊町4丁目のあたりは呉服店が多く、例年11月にはセールが開かれていた。現在では衣料品店、身の回り品店、雑貨店、化粧品店が比較的多いものの、書店、時計・貴金属店、呉服店、飲食店などがある。西端はまつちかタウンや伊予鉄髙島屋を経由し伊予鉄道の松山市駅に連なっている。業種構成としては、松山を代表する老舗店も多い反面、移り変わりの激しい店舗もあり、全国ブランドのFC店舗の進出もみられる。東端近くにはかつてニチイがあり、その後食品スーパーマーケット他の複合店舗となっていたが、2020年9月30日に閉館。L字状になっていることから、L字地区と呼ばれ、かつては大規模な再開発の構想があった。天井の数箇所にスクリーンとプロジェクタが吊されている。商店街組合は、東西で2つに分かれている。札幌市の狸小路と同様に、「銀天街3丁目」「銀天街4丁目」といった通称が、正式な住所表記とは別に存在する。

### まつちかTOWN

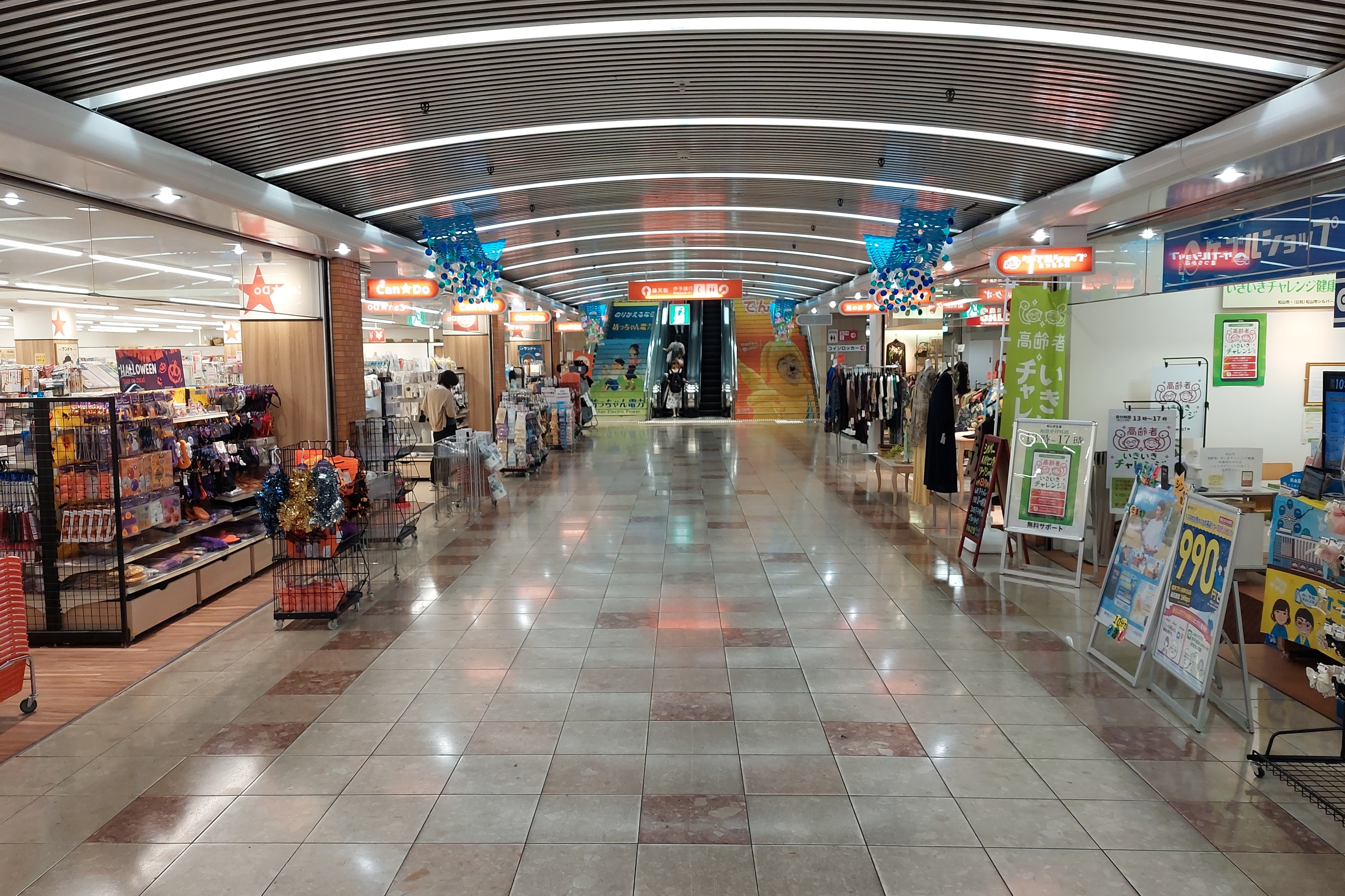
まつちかTOWN（2024年8月）

四国初の近代的な地下街として、1971年に市駅の北側（湊町5丁目）に誕生した。同年に開業した、いよてつそごう（現いよてつ高島屋）とは地下で直結している。また銀天街や松山市駅前駅（市内電車のりば）等ともエスカレーターで結ばれている。2005年には地下街の中にまつちかラーメンステーション（略称はラーステ）がオープンし、北は旭川ラーメンから南は熊本ラーメンまで、日本各地のラーメンを味わえるようになった。ラーメン店の数は、札幌ら～めん共和国（札幌エスタ）やラーメンスタジアム2（キャナルシティ博多）と比較するとやや少ないが、新横浜ラーメン博物館やテレビ番組、雑誌等に選出されたことのある名店が複数入っており、開業初年度の売り上げは45万食と松山の新しい観光スポットになっていた。しかし、郊外店進出や不況などによる客足の減少でオープンから4年目の2009年8月末で閉店となった。 広場にある「泉」は開業より3代目である。地下街内にエレベーターは設置されていないが、うるおいの泉付近にある伊予鉄高島屋のエレベーターを使用することにより地上から出入りできる（いよてつ髙島屋の営業時間終了後においても利用可）。

## 通行量・空き店舗率
- 通行量：159,718人（2019年、松山中央商店街全体）
- 空き店舗率：7.4%（2007年、松山中央商店街全体）

## 自転車に関する問題

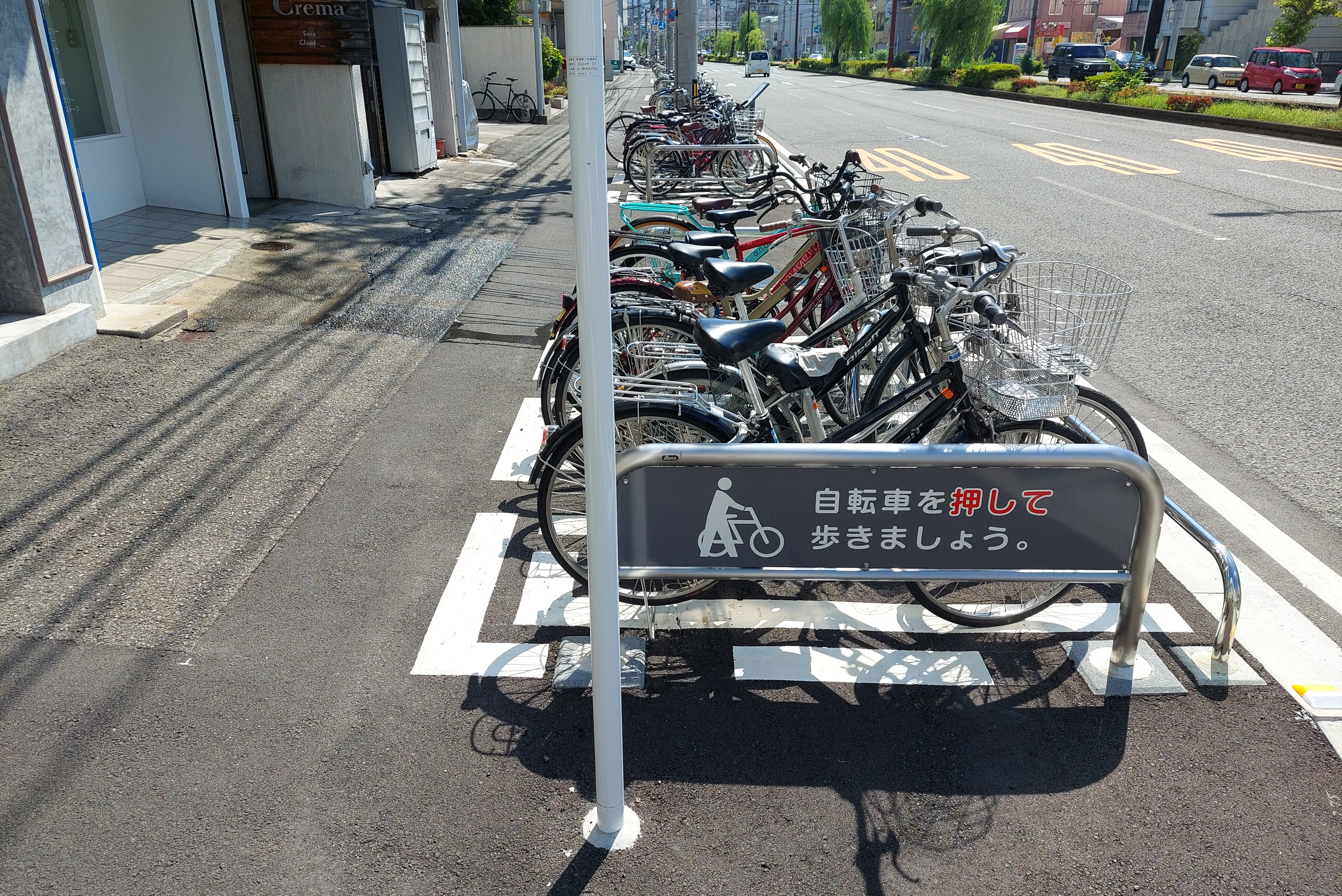
中の川通りの駐輪帯（2024年8月）

大街道及び銀天街では、歩行者の妨げとならぬよう、松山東警察署により自転車の走行や駐輪が禁止されている。このような状況の中松山東警察署やガーディアン・エンジェルスが自転車の通行マナー向上を呼びかけている。しかしながら、このような問題は長年黙認されてきたこともあり、自転車の走行や駐輪は横行している、そのため大街道一帯は、条例により自転車等放置禁止区域に指定されている。しかし現状では、走行・駐輪する人は決して少なくない。駐輪に関しては、監視員の姿が見えなくなる夕方以降での違反が目立ち、とりわけ大街道2丁目の北端においてその傾向が顕著である。現在、大街道周辺には、公営・民営の駐車場があわせて数か所ある。ただし大半が有料である。営業時間はまちまちであるが、中には24時間営業の所もある。例として、松山市営大街道駐輪場（大街道1丁目）の料金・営業時間を以下に記した。
| 区分・期間            | 料金（自転車） | 料金（原動機付自転車） |
| --------------------- | -------------- | ---------------------- |
| 1回・1日              | 100円          | 200円                  |
| 一般向け定期券・1か月 | 2,000円        | 3,000円                |
| 一般向け定期券・3か月 | 5,400円        | 8,100円                |
| 学生向け定期券・1か月 | 1,200円        | 1,800円                |
| 学生向け定期券・3か月 | 3,200円        | 4,800円                |

- 営業時間 - 7時から24時まで